# Ole Sørensen (Fußballspieler)
Ole Sørensen (* 25. November 1937; † 29. Januar 2015) war ein dänischer Fußballspieler. Der Halbstürmer im damaligen WM-System hat von 1961 bis 1969 in der dänischen Fußballnationalmannschaft 25 Länderspiele absolviert und hat 1964 auch an der Fußball-Europameisterschaft teilgenommen. Mit seinem Heimatverein KB Kopenhagen gewann er 1968 die Meisterschaft und 1969 den Pokal. In der Saison 1965/66 absolvierte er in der Fußball-Bundesliga beim 1. FC Köln 13 Ligaspiele (1 Tor) und von 1966 bis 1968 beim PSV Eindhoven 44 Spiele in der Eredivisie mit elf Toren.

## Laufbahn
Bis kurz vor seinem 28. Geburtstag spielte der Halbstürmer Ole Sørensen – er war in Kopenhagen geboren, aufgewachsen und zur Schule gegangen und hatte eine Ausbildung zum Kaufmann bei einem Großhändler für Fisch und Meeresfrüchte absolviert – in seiner Heimatstadt beim KB Kopenhagen in der 1. Division Fußball. Der vormalige U 21-Auswahlspieler gehörte ab 1955 der Ligamannschaft des Kjøbenhavns Boldklub an. Er belegte mit seinem Verein in den Jahren 1959, 1960 und 1961 jeweils den 2. Platz. Durch seine Spielmacherfähigkeiten war er auch ab dem Jahr 1961 ein fester Bestandteil der dänischen Fußballnationalmannschaft. Er spielte in der EM-Qualifikation und nahm auch an der Endrunde 1964 in Spanien teil, wo er mit Dänemark den 4. Platz erreichte. Seine zwei letzten Länderspiele vor seinem Wechsel in die Bundesliga zum 1. FC Köln absolvierte er am 9. beziehungsweise 20. Juni 1965 gegen Finnland (3:1) und Schweden (2:1).
Köln, der erste Bundesligameister 1964 und Vizemeister 1965, hatte vor der Runde 1965/66 das Laufbahnende des jahrelangen Antreibers, Spielmachers und Torschützen Hans Schäfer zu ersetzen und dazu noch den Weggang von Helmut Benthaus zum FC Basel. Da war für das Mittelfeldspiel unbedingt qualitativer Ersatz zu besorgen, auch wenn mit Wolfgang Overath eine neue Mittelfeldgröße vorhanden war. Franz Kremer und sein Mitstreiter entschieden sich bei der Kaderverstärkung für den routinierten Spielmacher aus Dänemark, den Angreifer Srdjan Cebinac vom OFK Belgrad, Franz Krauthausen aus Jülich und die zwei Talente aus den eigenen Reihen Franz-Peter Neumann und Wolfgang Rausch. Köln startete mit Sørensen am 14. August 1965 in die Bundesliga, das Heimspiel wurde mit 0:1 gegen Hannover 96 verloren. In der Bundesligachronik ist festgehalten, dass Hannovers Neuzugang Stefan Bena Kölns Bundesliga-Debütanten erfolgreich auf den Füßen gestanden hatte und es dem Kölner Spiel an zündenden Ideen gefehlt habe. Im zweiten Heimspiel erzielte der Mann aus Dänemark am 28. August bei einem 3:1-Erfolg gegen den VfB Stuttgart seinen einzigen Bundesligatreffer. In der Hinrunde gehörte er dem Kreis der Stammspieler an, in der Rückrunde lief er nur noch am 28. Spieltag, den 2. April 1966, bei einem 4:0-Heimerfolg gegen Tasmania 1900 Berlin für den 1. FC Köln auf. Mit Karl-Heinz Thielen, Hans-Jürgen Kleinholz, Franz Krauthausen und Johannes Löhr bildete er dabei auf Halblinks den Kölner Angriff. Neben den 13 Bundesligaspielen (1 Tor) war Sørensen auch noch in zwei Spielen um den Messepokal gegen Aris Saloniki (1:2) und Ujpest Dozsa Budapest (0:4) sowie den zwei Spielen um den DFB-Pokal gegen Tasmania 1900 (1:1 n. V., 2:0) zum Einsatz gekommen. Cebinac kam auf drei und Krauthausen auf elf Einsätze – Sørensen war also nicht der einzige Neuzugang, der es beim 1. FC Köln in dieser Runde nicht geschafft hatte. Wie weit es am Trainer Georg Knöpfle, an den Mannschaftskollegen oder der Leistungsstärke der Bundesliga gelegen hatte, das lässt sich nicht sagen, auf jeden Fall konnte der Däne nicht die Nachfolge von Hans Schäfer antreten und verließ am Ende der Saison die Domstadt und ging in die Niederlande, wo er sich der PSV Eindhoven anschloss.
Dort belegte er mit PSV 1966/67 in der Eredivisie den sechsten Rang und hatte dazu in 32 Ligaeinsätzen neun Tore erzielt. Nach seiner Rückkehr zu KB Kopenhagen konnte er noch die Meisterschaft 1968 und den Pokalerfolg 1969 feiern. Auch in der Nationalmannschaft feierte er am 27. Mai 1969 bei einem WM-Qualifikationsspiel in Kopenhagen gegen Irland ein gelungenes Comeback: Dänemark gewann das Spiel mit 2:0 und Sørensen zeichnete sich als zweifacher Torschütze an der Seite des Linksaußen Ulrik Le Fevre aus.

## Vereine
- bis 1964 KB Kopenhagen
- 1965–1966 1. FC Köln
- 1966–1968 PSV Eindhoven
- 1968–1970 KB Kopenhagen